# Movimiento por las Autonomías
El Movimiento por las Autonomías (Movimento per le Autonomie) (MpA) es un partido político italiano regionalista y democristiano que exige un mayor desarrollo económico y una mayor autonomía para Sicilia y otras regiones del sur de Italia.

## Historia
Fue fundado el 30 de abril de 2005 como Movimiento por la Autonomía (Movimento per 'Autonomia) a partir de miembros sicilianos de la Unión de los Demócratas Cristianos y de Centro (UDC) y de otros partidos de centro-derecha, especialmente Forza Italia (FI), el Partido Republicano Italiano (PRI) y el Nuevo PSI (NPSI).
En las elecciones generales de 2006 se unió a la coalición la Casa de las Libertades y formó una lista conjunta, Pacto por la Autonomía, junto a la Liga Norte y el Partido Sardo de Acción. El MpA obtuvo a cinco diputados (dos en las listas de FI) y dos senadores (uno en las listas de FI). Lombardo afirmó haber descartado la posibilidad de aliarse con la coalición de centro-izquierda de L'Unione, principalmente debido a la oposición de éste a la construcción del puente del estrecho de Mesina y su apoyo a las uniones civiles.
En enero de 2008 el MpA firmó un pacto con Italia del Centro (IdC), en virtud del cual Vincenzo Scotti, director de IdC, fue elegido presidente del partido. En las elecciones generales de 2008 el partido obtuvo el 1,1% de los votos (7,4% en Sicilia) y 8 diputados y 2 senadores debido a la alianza con el Pueblo de la Libertad (PdL) y la Liga Norte; tras éstas se unió al Gobierno de Berlusconi. Más importantes fueron las elecciones regionales de Sicilia de ese año en las que obtuvo el 13,8% de los votos (21,8% contando también el voto de la lista personal de Lombardo y Demócratas Autonomistas) y 15 diputados regionales, siendo elegido su líder, Raffaele Lombardo, presidente de Sicilia.
De cara a las elecciones al Parlamento Europeo de 2009 el MpA cambió su nombre por el de Movimiento por las Autonomías con el fin de reflejar su intento de convertirse en un partido de ámbito nacional, se presentó como parte del Polo de la Autonomía. Como parte de su estrategia de implantación nacional se acompañado por algunos pequeños partidos regionalistas de las regiones del norte: Lombardia Autónoma, el Foro de los Venecianos, Trentino Autonomista y S.O.S. Italia. A nivel nacional la alianza obtuvo sólo un 2,2% de los votos y ningún eurodiputado, pero en Sicilia alcanzó el 15,6%.
Desde las elecciones hubo negociaciones para la creación de un nuevo "Partido del Sur", del cual el MpA sería el núcleo. En diciembre de 2009 Raffaele Lombardo, líder del MpA y presidente de Sicilia, formó su tercer Gobierno que incluía a los ministros de su partido, el PdL-Sicilia de Gianfranco Micciché y la sección regional de la recién formada Alianza por Italia (API), más algunos independientes, entre ellos uno que estaba cerca de la oposición de centro-izquierda del Partido Democrático. Lombardo no designado ningún miembro del PdL "oficial" ni de la UDC. 
Tras la ruptura del PdL de Sicilia con su dirección nacional en enero de 2010, Vincenzo Scotti y 4 diputados que quería continuar la alianza con el PDL fueron expulsados del partido y formaron su propio movimiento llamado Nosotros el Sur (NS). Sin embargo, en septiembre de 2010 Lombardo también rompió con Micciché y formó su cuarto Gobierno de con el apoyo del MpA, Futuro y Libertad (FLI), un ala de la UDC y API, además del PD. En noviembre, al igual que FLI, el MpA retiró su apoyo al Gobierno de Silvio Berlusconi.
El 15 de diciembre de 2010, el MpA fue un miembro fundador del Nuevo Polo por Italia (NPI), junto con la UDC, FLI y API. En marzo de 2011 Lombardo anunció que el MpA pronto se integraría en un mayor "Partido del Sur". En julio de 2012 Lombardo dimitió como secretario del partido siendo sustituido por Giovanni Pistorio, durante mucho tiempo líder siciliano del partido, y Agazio Loiero, presidente de Calabria entre 2005 y 2010.
En agosto de Lombardo renunció también a la presidencia de Sicilia, lo que provocó elecciones anticipadas; la sección siciliana del MpA fue rebautizada como Partido de los Sicilianos (PDS). Lombardo decidió no presentarse a la reelección y el PDS decidió apoyar Gianfranco Micciché , líder de la coalición Gran Sur, para Presidente. Micciché obtuvo el 15,4% de la voto y el PDS sólo un 9,5%.
De cara a las elecciones generales de 2013 se presenta dentro de la coalición Proyecto Sur.